# Godfried van Gulik
Godfried van Gulik (circa 905 - 1 juni na 949) was graaf in de Gulikgouw en paltsgraaf van Lotharingen. Hij behoorde tot het geslacht der Matfriedingers, ook wel Gerhardijnen genoemd.

## Levensloop
Godfried was de zoon van graaf Gerard van de Metzgau uit diens huwelijk met Oda van Saksen, dochter van Otto I van Saksen en weduwe van koning Zwentibold van Lotharingen. Zijn moeder was een zus van de Oost-Frankische koning Hendrik de Vogelaar. Daarnaast was hij de jongere broer van Wigfried, aartsbisschop van Keulen en aartskanselier van zijn neef keizer Otto I de Grote.
Hij huwde met Ermentrudis, dochter van koning Karel de Eenvoudige van Frankrijk, die als hertog van Lotharingen tevens de leenheer van Godfried was. In een onbekende periode was hij paltsgraaf van Lotharingen, een functie waarin hij zijn schoonvader vertegenwoordigde. Het ambt van paltsgraaf werd van 911 tot 915 uitgeoefend door Reinier I van Henegouwen en daarna door Wigerik, die ten laatste in 922 overleed. Aangezien zijn schoonvader in 923 werd afgezet als hertog van Lotharingen, wordt vermoed dat hij maar korte tijd als paltsgraaf fungeerde. Omdat Godfried tegelijkertijd nauw verwant was met de Oost-Frankische koningen Hendrik de Vogelaar en Otto I van de Grote, is het goed mogelijk dat hij de positie van paltsgraaf, ondanks zijn familieband met de afgezette Karel de Eenvoudige, ook na 923 kon behouden. Ook was hij tussen 924 en 936 graaf van de Gulikgouw, al is het ook mogelijk dat hij daar tot aan zijn dood omstreeks 949 regeerde.

## Nakomelingen
Godfried en zijn echtgenote Ermentrudis kregen volgende kinderen:
- Godfried (overleden in 964), graaf van Henegouwen en hertog van Neder-Lotharingen
- Gerberga, (circa 925/935 - voor 996), huwde met Megingoz
- Gerard II (circa 925/935 - 963), graaf van Metz, voogd van Remiremont
- Gebhard
- Adalhard